# حرف سبخي
الحُرْف السبخي نوع نباتي يتبع جنس الحُرْف من الفصيلة الصليبية.